# Holotrichia schereri
Holotrichia schereri är en skalbaggsart som beskrevs av Frey 1970. Holotrichia schereri ingår i släktet Holotrichia och familjen Melolonthidae. Inga underarter finns listade i Catalogue of Life.